# Královna ročníku
Královna ročníku (v anglickém originále Sydney White) je americký romantický komediální film z roku 2007. Režie se ujal Joe Nussbaum a scénáře Chad Gomez Creasey. Hlavní role hrají Amanda Bynes, Sara Paxton a Matt Long. Film měl premiéru ve Spojených státech dne 21. září 2007. V České republice vyšel na DVD dne 14. května 2008. 

## Obsazení
- Amanda Bynes jako Sydney White
  - Cree Ivey jako malá Sydney
- Sara Paxton jako Rachel Witchburn
- Matt Long jako Tyler Prince
- John Schneider jako Paul White
- Crystal Hunt jako Demetria Rosemead "Dinky" Hotchkiss
- Jack Carpenter jako Lenny
- Jeremy Howard jako Terrence
- Adam Hendershott jako Jeremy
- Danny Strong jako Gurkin
- Samm Levine jako Spanky
- Arnie Pantoja jako George
- Donté Bonner jako Embele
- Brian Patrick Clarke jako profesor Carleton
- Libby Mintz jako Christy
- Lisandra Vazquez jako Amy
- Lauren Leech jako Katy
- Kierstin Koppel jako gotička

## Produkce
Natáčení se odehrávalo v okolí Orlanda na Floridě od 14. února 2007 do 4. dubna 2007. Natáčelo se na univerzitách University of Central Florida, Rollins College a University High School.

## Přijetí

### Tržby
Film vydělal 11,8 milionů dolarů v Severní Americe a 1,7 milionů dolarů v ostatních oblastech, celkově tak vydělal 13,6 milionů dolarů po celém světě. Rozpočet filmu činil 16,5 milionů dolarů. Za první víkend docílil šesté nejvyšší návštěvnosti, kdy vydělal 5,1 milionů dolarů.

### Recenze
Na recenzní stránce Rotten Tomatoes získal z 83 započtených recenzí 36 procent. Na serveru Metacritic snímek získal z 19 recenzí 44 bodů ze sta. Na Česko-Slovenské filmové databázi snímek získal 52 procent.